# Rush Street
| Recensione | Giudizio |
| ---------- | -------- |
| AllMusic   | [ 4 ]    |

Rush Street è il terzo album in studio del cantante statunitense Richard Marx, pubblicato nel tardo 1991 dalla Capitol Records. Vendette oltre 2 milioni di copie nel mondo, di cui un milione nei soli Stati Uniti.
Il primo singolo estratto dall'album, Keep Coming Back, fu numero uno nella Hot Adult Contemporary Tracks per quattro settimane consecutive. Si posizionò inoltre alla quinta posizione della classifica di Cash Box, mentre raggiunse la dodicesima posizione della Billboard Hot 100. Il singolo successivo, Hazard, fu anch'esso numero nella Hot Adult Contemporary Tracks, e raggiunse la sesta posizione di Cash Box e la nona della Billboard Hot 100. I due singoli successivi furono Take This Heart e Chains Around My Heart, ed entrambi raggiunsero la top 10 nella Hot Adult Contemporary Tracks. Tutte le quattro hit furono accompagnate da videoclip di successo.
Tra i musicisti di cui si avvalse Richard Marx per registrare il disco ci furono due membri dei Toto, Steve Lukather e Jeff Porcaro, che però suonarono in canzoni separate.

## Tracce
1. Playing with Fire (Richard Marx/Steve Lukather) - 4:29
2. Love Unemotional (Marx) - 5:06
3. Keep Coming Back (Marx) - 6:51
4. Take This Heart (Marx) - 4:10
5. Hazard (Marx) - 5:17
6. Hands In Your Pocket (Marx) - 3:54
7. Calling You (Marx/Bruce Gaitsch) - 4:42
8. Superstar (Marx) - 4:42
9. Streets of Pain (Marx/Fee Waybill) - 5:10
10. I Get No Sleep (Marx) - 3:44
11. Big Boy Now (Marx/Waybill) - 5:38
12. Chains Around My Heart (Marx/Waybill) - 5:42
13. Your World (Marx) - 5:54

Traccia bonus nell'edizione giapponese

• Ride With the Idol - 3:46
Traccia bonus nell'edizione latino-americana

• Regresa A Mi [versione in lingua spagnola di Keep Coming Back] - 5:22

## Classifiche

### Posizioni in classifica
| Classifica (1991/1992) | Posizione |
| ---------------------- | --------- |
| Australia              | 11        |
| Germania               | 33        |
| Giappone               | 29        |
| Norvegia               | 12        |
| Nuova Zelanda          | 31        |
| Paesi Bassi            | 69        |
| Regno Unito            | 7         |
| Stati Uniti            | 35        |
| Svezia                 | 27        |
| Svizzera               | 17        |

### Classifiche di fine anno
| Classifica (1991) | Posizione |
| ----------------- | --------- |
| Stati Uniti       | 57        |

## Singoli
| 1991 | Keep Coming Back       | 12 | 1 | 55 | 71 |
| 1992 | Hazard                 | 9  | 1 | 3  | —  |
| 1992 | Take This Heart        | 20 | 4 | 13 | —  |
| 1992 | Chains Around My Heart | 44 | 9 | 29 | —  |

## Crediti

### Musicisti
- Richard Marx - voce, produttore, compositore, arrangiatore, tastiere, pianoforte, Fender Rhodes
- Mike Baird - batterio
- Terry Bozzio - batteria
- Kim Bullard - tastiere
- Bill Champlin - organo Hammond
- Jon Clarke - batteria elettronica
- Jim Cliff - basso
- Nathan East - basso
- Michael Egizi - tastiere
- Terry Bozzio - batteria
- Bruce Gaitsch - compositore, arrangiatore, chitarra acustica, altre chitarre
- Steve Grove - sassofono
- Randy Jackson - basso
- Billy Joel - pianoforte
- Eric Johnson - chitarra in Keep Coming Back
- Michael Landau - chitarra elettrica, chitarra acustica, altre chitarre
- Tommy Lee - batteria
- John "Juke" Logan - armonica
- Steve Lukather - compositore, arrangiatore, altre chitarre, talk box
- Marcus Miller - basso
- Jonathan Moffet - batteria
- Greg Phillinganes - Fender Rhodes
- Jeff Porcaro - arrangiatore, batteria
- Leland Sklar - basso
- Lee Thornberg - tromba
- Chris Trujillo - percussioni
- Paul Warren - altre chitarre
- Fee Waybill - produttore, compositore

### Cori
- Tamara Champlin
- Jim Cliff
- Dalbello
- Mike Egizi
- Janet Gardner
- Steve George
- Cheryl Lynn
- Richard Marx
- Ruth Marx
- Cindy Mizelle
- Richard Page
- Brandy Rosenberg
- Luther Vandross
- Paul Warren
- Fee Waybill
- Matt Westlfield

### Tecnici del suono
- Brad Aldridge
- Bryant Arnett
- Ray Blair
- Rick Caughron
- Lavant Coppock
- Peter Doell
- Michael Douglass
- Bill Drescher
- Lolly Grodner
- Mark Hagan
- Leslie Ann Jones
- Jesse Kanner
- Pat MacDougall
- Tim Nellen
- Rick Norman
- Charlie Paakkari
- Kevin Reeves
- Mark Stebbeds
- Randy Wine

### Ospiti speciali
- Janet Gardner
- Billy Joel
- Tommy Lee
- Steve Lukather
- Luther Vandross
- Fee Waybill

## Curiosità
- Richard Marx ha ammesso in un'intervista del 2001 che la traccia Superstar parla di Madonna.[16]